# Monumentul celor 13 generali martiri

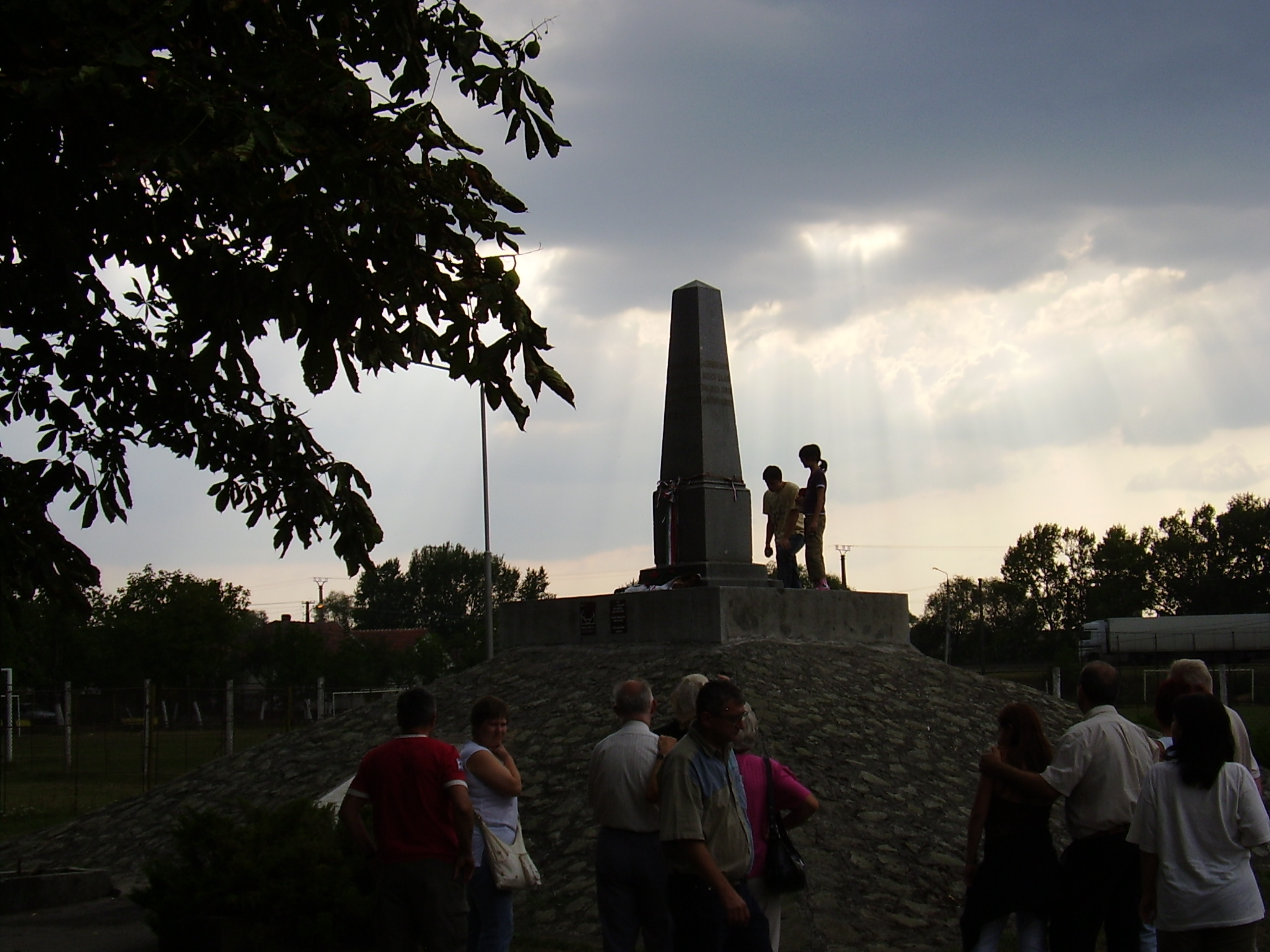

Monumentul celor 13 generali martiri este o columnă memorială ridicată în 1881 în Arad, comitatul Arad, Imperiul Austro-Ungar. Este plasată la locul execuției și deasupra mormântului celor 13 de la Arad, executați de autoritățile habsburgice în timpul Revoluției de la 1848. Se află în apropiere de Cetatea Aradului.